# Fredi (Sänger)

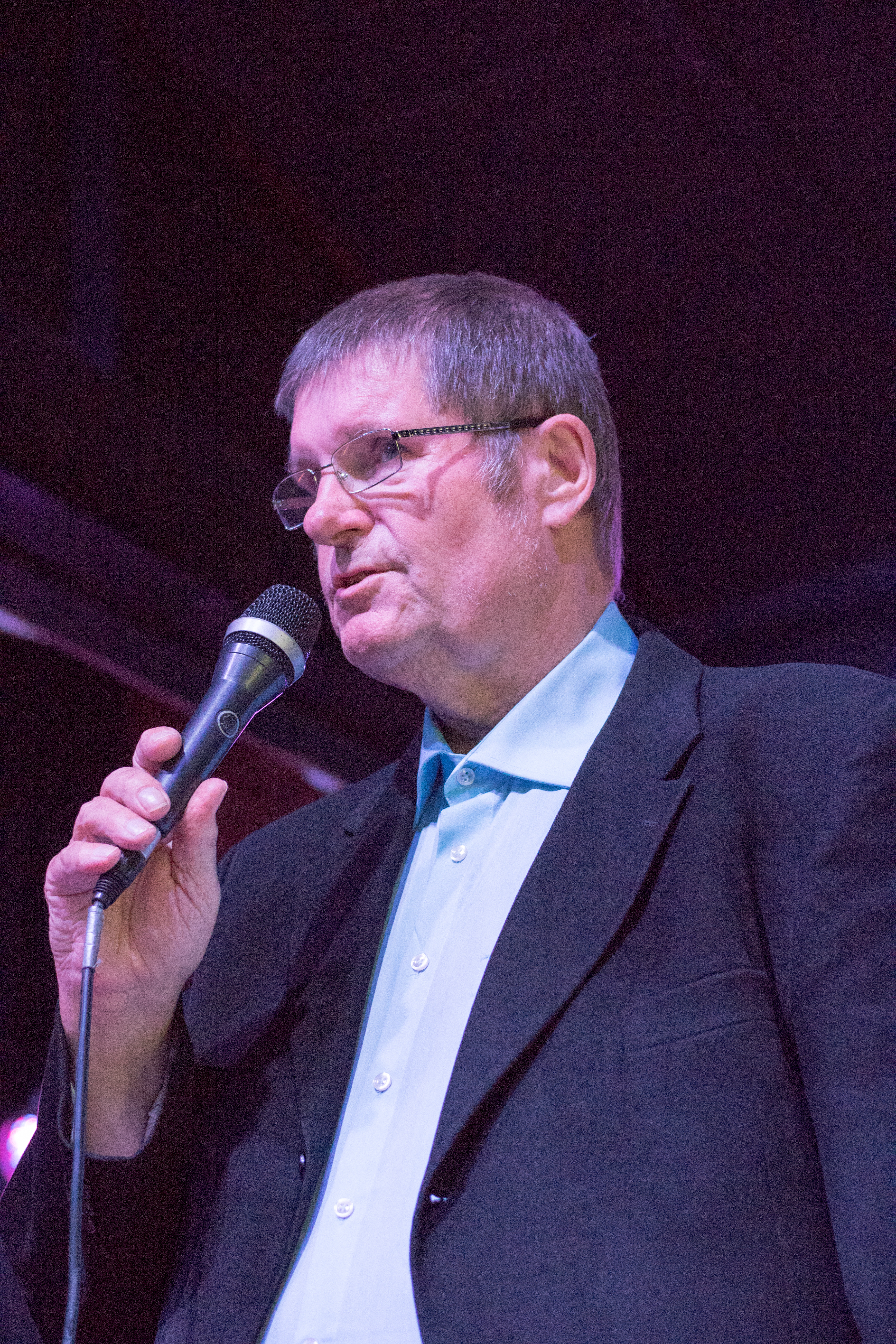
Fredi (2014)

Fredi (eigentlich: Matti Kalevi Siitonen; * 23. Juli 1942 in Mikkeli; † 23. April 2021 in Helsinki) war ein finnischer Schlagersänger. Mit vielen chartnotierten Singles und Nummer-eins-LPs, vor allem in den 1970er Jahren, gehört er zu den erfolgreichsten finnischen Musikern.

## Leben und Wirken
Landesweite Bekanntheit erhielt Fredi mit seinen Gesangsdarbietungen in der bekannten Musikshow Kivikasvot ab Mitte der 1960er Jahre. Er gehörte zur Stammbesetzung der humoristischen Schlager- und Folkloresendung.
Fredi vertrat zweimal Finnland beim Grand Prix Eurovision de la Chanson. Beim Wettbewerb 1967 erreichte er mit dem Schlager Varjoon-suojaan den zwölften Platz und beim Wettbewerb 1976 mit Pump Pump Platz elf. Bei Pump Pump wurde er von der Gruppe Ystävät begleitet, die sich beim internationalen Wettbewerb schlicht „Friends“ nannten. Der Titel erschien in Deutschland auch als Schon wieder macht mein Herz Bump Bump.

## Diskografie
Alben
- 1974: Niin paljon kuuluu rakkauteen (FI: Platin)[3]
- 1976: Avaa sydämesi mulle (FI: Platin)
- 1976: Rakkauden sinfonia (FI: Gold)
- 1976: Rakkauslauluja (FI: Gold)